# Лютеранская церковь — Миссурийский синод
Лютеранская церковь — Миссурийский синод (англ. The Lutheran Church — Missouri Synod, LCMS, ЛЦМС, Синод Миссури) — одна из лютеранских деноминаций США, относящаяся к конфессиональной (консервативной) ветви лютеранства. Насчитывает 2,1 миллиона верующих. Восьмая по величине протестантская деноминация в Соединённых Штатах Америки, и вторая по величине лютеранская церковь в США после Американской Лютеранской церкви.
ЛЦМС была организована в 1847 году на собрании в Чикаго как «Немецкий евангелическо-лютеранский Синод Миссури, Огайо и других государств» (нем. Die Deutsche Evangelisch-Lutherische Synode von Missouri, Ohio und andern Staaten), название которого отражало географическое расположение учредительных собраний.
LCMS имеет конгрегации во всех 50 штатах США и двух канадских провинциях, более половины её членов расположены на Среднем Западе. Синод Миссури входит в Международного лютеранского совета и поддерживает связи с большинством членов этого объединения. Штаб-квартира Синода находится в Кирквуде, штат Миссури, и разделена на 35 округов. Нынешний президент — Мэтью С. Харрисон, который вступил в должность 1 сентября 2010 года.
В отличие от большинства лютеранских церквей не имеет епископального управления. Возглавляется президентом.

## Краткое описание
Умеренно-консервативная лютеранская деноминация, основана немецкими иммигрантами-старолютеранами. Анти-немецкие настроения времён Первой мировой войны заставили американизировать имидж церкви, отказаться от служб на немецком языке. В исповедании деноминации присутствуют убеждения, что только пост пастора установлен Богом, тогда как остальные посты в церкви — это мирские институты и, соответственно, их могут занимать женщины. Женщинам позволяется проповедовать на регулярных собраниях поклонения. Социологический опрос показал, что приблизительно тысяча священнослужителей ЛЦМС поддерживает мнение о том, что Библия не возражает против рукоположения женщин. Церковь отвергает гомосексуальные браки и аборты.

## Структура
Синод Миссури придерживается конгрегационной политики, что нехарактерно для большинства лютеранских церквей, которые подчиняются епископу. Однако это не мешает Синоду поддерживать отношения с некоторыми лютеранскими церковными структурами в Европе, во главе которых стоит епископ.
В состав ЛЦМС формально входят два типа членов: самоуправляющиеся местные собрания (конгрегации) и священнослужители. Собрания владеют и распоряжаются по праву собственности церковными зданиями и другим имуществом, а также принимают решения о найме или увольнении священнослужителей.

### Синод
ЛЦМС возглавляет рукоположенный Синодальный Президент, в настоящее время — Преподобный Мэтью К. Харрисон. Президент избирается на синодальном собрании — собрании двух членских групп (профессиональных священнослужителей и представителей конгрегаций). Съезд проводится каждые три года; на этих мероприятиях проходят обсуждения доктрины и политики, проводятся выборы на различные позиции Синода. Ближайшее Синодальное собрание состоится в 2022 году.

### Президенты
- 1847—1850 Карл Вальтер
- 1850—1864 Фридрих Винекен
- 1864—1878 Карл Вальтер
- 1878—1899 Хайнрих Кристиан Шван
- 1899—1911 Франц Пипер
- 1911—1935 Фридрих Пфотенхауэр
- 1935—1962 Джон Уилья Венкен
- 1962—1969 Оливер Реймонд Хармс
- 1969—1981 Дж. А. О. Пройс III
- 1981—1992 Ральф Артур Больманн
- 1992—2001 Элвин Бэрри
- 2001—2001 Роберт Кун
- 2001—2010 Джеральд Кишник

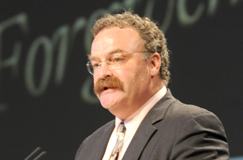
Мэтью Харрисон — действующий президент Синода

- 2010—настоящее время Мэтью Харрисон

### Районы
Весь Синод разделен на 35 районов. Из них 33 имеют юрисдикцию над конкретными географическими районами. Два других являются негеографическими и были сформированы, когда синод английского района и синод Американской Словацкой Евангелическо-лютеранской церкви слились с Синодом Миссури. Каждый район возглавляет избранный президент района, который должен быть рукоположенным священнослужителем. Большинство районных президентов занимают свои посты, будучи официально трудоустроенными сотрудниками Синода, но есть несколько исключений, в которых президент района также служит приходским пастором. Районы подразделяются на округа, каждый из которых возглавляет рукоположенный пастор одной из конгрегаций. Районы ЛЦМС приблизительно соответствуют понятию епархии в других христианских деноминациях.

### Конгрегации
Большинство общин (конгрегаций) возглавляются духовенством на профессиональной основе. В некоторых из них функции главы общины выполняют священниками, которые работают по найму. ЛЦМС придерживается конгрегационалистской политики самоуправления.

## Образовательные учреждения
Церковь имеет обширную сеть образовательных учреждений, в которую входят:
- Теологическая семинария Конкордия (Форт-Уэйн).
- Семинария Конкордия (Сент-Луис).
- Две семинарии под управлением Лютеранской церкви — Канады.
- Университетская система Конкордия, включающая десять высших учебных заведений в США.

### Вспомогательные организации
Среди других вспомогательных организаций ЛЦМС — Лютеранская лига мирян, которая занимается мессионерской деятельностью, в том числе выпускает радио-программу «Лютеранский час»; и Лютеранская женская миссионерская лига. Синод также владеет издательством «Конкордия», которое выпускает официальное периодическое издание Синода «Лютеранское свидетельство».

## Примечание
1. ↑  Lutheran School Statistics 2017–2018 School Year. Lutheran Church–Missouri Synod. Дата обращения: 22 июля 2018. Архивировано 22 июля 2019 года.
2. ↑  The Lutheran Church - Missouri Synod Facts. Дата обращения: 9 января 2019. Архивировано 10 января 2019 года.
3. ↑  "The Lutheran Church - Missouri Synod Facts" (англ.). Дата обращения: 5 января 2020. Архивировано 10 января 2019 года.
4. ↑  Kieschnick, Jerry. "Worldwide Partners in the Gospel" (англ.) (недоступная ссылка — история). http://witness.lcms.org. The Lutheran Witness. (Novenmer 2007).
5. ↑  Может ли женщина стать пастором? Христианка. Дата обращения: 1 марта 2009. Архивировано из оригинала 20 декабря 2008 года.
6. ↑  Constitution of the Lutheran Church--Missouri Synod, Article VII.1. www.lcms.org. THE LUTHERAN CHURCH
MISSOURI SYNOD (2016). Дата обращения: 4 июля 2020. Архивировано 29 июля 2020 года.

### Дополнительно к прочтению по теме

#### Исторические документы и свидетельства
- Synodal-Handbuch der deutschen ev.-luth. Synode von Missouri, Ohio u. a. St.. St. Louis: Lutherischer Concordia-Verlag, 1879. (англ.)
- Synodal-Handbuch der deutschen ev.-luth. Synode von Missouri, Ohio u. a. St.. St. Louis: Luth. Concordia-Verlag, 1888. (англ.)
- Kirchen-gesangbuch für Evang-lutherische Gemeinden ungeänderter augsburgischer Confession. St. Louis: Verlag der ev.-luth. Synode von Missouri, Ohio u.a. Staaten, 1868. (англ.)
- The Doctrinal Resolutions of the National Conventions of The Lutheran Church—Missouri Synod 1847—2004 (англ.)
- Dau, W.T.H. Ebenezer: Reviews of the Work of the Missouri Synod During Three Quarters of a Century. St. Louis: Concordia Publishing House, 1922. (англ.)
- Forster, Walter O. Zion on the Mississippi: The Settlement of the Saxon Lutherans in Missouri 1839—1841. St. Louis: Concordia Publishing House, 1953. (англ.)
- Graebner, August Lawrence. Half a Century of Sound Lutherianism in America: A Brief Sketch of the History of the Missouri Synod. St. Louis: Concordia Publishing House, 1893. (англ.)
- Janzow, W. Theophil. Thy Kingdom Come: A History of the Nebraska District of the Lutheran Church—Missouri Synod. Seward, NE: The Nebraska District of the Lutheran Church—Missouri Synod, 1983. (англ.)
- Meyer, Carl S. Moving Frontiers: Readings in the History of the Lutheran Church—Missouri Synod. St. Louis: Concordia Publishing House, 1964. LOC 63-21161 (англ.)
- Rudnick, Milton L. Fundamentalism and the Missouri Synod: A historical study of their interaction and mutual influence. St. Louis: Concordia Publishing House, 1966. LOC 66-28229 (англ.)
- Schieferdecker, G.A. History of the First German Lutheran Settlement in Altenburg, Perry County, Missouri with Special Emphasis on its Ecclesiastic Movements. Clayton, Iowa: Wartburg Seminary, 1865. (англ.)
- Schiffman, Harold. «Language loyalty in the German-American Church: the Case of an Over-confident Minority» (1987) online (англ.)
- Schmidtz, F. The Destinies and Adventures of the Stephanists who emigrated from Saxony to America Dresden: C. Heinrich, 1839. (англ.)
- Suelflow, August R. Heritage in Motion: Readings in the History of the Lutheran Church—Missouri Synod 1962—1995. St. Louis: Concordia Publishing House, 1998. ISBN 0-570-04266-6 (англ.)
- Todd, Mary. Authority Vested: A Story of Identity and Change in the Lutheran Church—Missouri Synod. Grand Rapids, MI: William B. Eerdmans, 2000. ISBN 0-8028-4457-X (англ.)
- Vehse, Carl Eduard. Die Stephan’sche Auswanderung nach Amerika. Dresden: Verlagsexpedition des Dresdner Wochenblattes, 1840.
- Wolf, Edmund Jacob. The Lutherans in America; a story of struggle, progress, influence and marvelous growth. New York: J.A. Hill, 1889. (англ.)

#### Мнения и исследования
- Adams, James E. Preus of Missouri and the Great Lutheran Civil War. New York: Harper and Row, 1977. (англ.)
- Board of Control, Concordia Seminary. Exodus From Concordia: A Report on the 1974 Walkout. St. Louis: Concordia Seminary, 1977. (англ.)
- Danker, Frederick W. No Room in the Brotherhood: The Preus-Otten Purge of Missouri. St. Louis: Clayton Publishing House, 1977. ISBN 0-915644-10-X (англ.)
- Marquart, Kurt E. Anatomy of an Explosion: Missouri in Lutheran Perspective. Fort Wayne, IN: Concordia Theological Seminary Press, 1977. (англ.)
- Tietjen, John. Memoirs in Exile: Confessional Hope and Institutional Conflict. Minneapolis: Augsburg Fortress Press, 1990. (англ.)
- Zimmerman, Paul. A Seminary in Crisis. St. Louis: Concordia Publishing House, 2006. ISBN 0-7586-1102-1 (англ.)

#### Цели и задачи религиозного объединения, миссии
- Gieseler, Carl A. The Wide-Open Island City: Home Mission Work in a Big City. St. Louis: Concordia Publishing House, 1927. (англ.)
- Kretzmann, Paul E. Glimpses of the Lives of Great Missionary Women. Men and Missions IX. St. Louis: Concordia Publishing House, 1930. (англ.)
- Krueger, Ottomar. «Unto the Uttermost Part of the Earth»: The Life of Pastor Louis Harms. Men and Missions VIII. St. Louis: Concordia Publishing House, 1930. (англ.)
- Our China Mission. Men and Missions IV. St. Louis: Concordia Publishing House, 1926. (англ.)
- Издание Lutheran Pioneer 1879 на сайте Google Books  (англ.)
- Издание Lutheran Pioneer 1904 на сайте Google Books  (англ.)
- Издание Lutheran Pioneer 1905 на сайте Google Books  (англ.)
- Издание Lutheran Pioneer 1907 на сайте Google Books  (англ.)
- Издание Lutheran Pioneer 1908 на сайте Google Books  (англ.)
- Издание Lutheran Pioneer 1909 на сайте Google Books  (англ.)
- Издание Lutheran Pioneer 1919 на сайте Google Books  (англ.)
- Издание Lutheran Pioneer 1921 на сайте Google Books  (англ.)

#### Лютеранские свидетельства
- 1882-84 Lutheran Witness на сайте Google Books  (англ.)
- 1884-85 Lutheran Witness на сайте Google Books  (англ.)
- 1886-7 Lutheran Witness на сайте Google Books  (англ.)
- 1887-88 Lutheran Witness на сайте Google Books  (англ.)
- 1890-91 Lutheran Witness на сайте Google Books  (англ.)
- 1891-92 Lutheran Witness на сайте Google Books  (англ.)
- 1893-94 Lutheran Witness на сайте Google Books  (англ.)
- 1913 Lutheran Witness на сайте Google Books  (англ.)
- 1914 Lutheran Witness на сайте Google Books  (англ.)
- 1915 Lutheran Witness на сайте Google Books  (англ.)
- 1917 Lutheran Witness на сайте Google Books  (англ.)

### Теологические издания (ежемесячные\ежеквартальные)
- Издание St. Louis Theological Monthly (1881-2) на сайте Google Books  (англ.)
- Издание Theological Quarterly (1898) на сайте Google Books  (англ.)
- Издание Theological Quarterly (1899) на сайте Google Books  (англ.)
- Издание Theological Quarterly (1900) на сайте Google Books  (англ.)
- Издание Theological Quarterly (1901-2) на сайте Google Books  (англ.)
- Издание Theological Quarterly (1902) на сайте Google Books  (англ.)
- Издание Theological Quarterly (1903-4) на сайте Google Books  (англ.)
- Издание Theological Quarterly (1905-6) на сайте Google Books  (англ.)
- Издание Theological Quarterly (1906) на сайте Google Books  (англ.)
- Издание Theological Quarterly (1907) на сайте Google Books  (англ.)
- Издание Theological Quarterly (1908) на сайте Google Books  (англ.)
- Издание Theological Quarterly (1907-8) на сайте Google Books  (англ.)
- Издание Theological Quarterly (1909-10) на сайте Google Books  (англ.)
- Издание Theological Quarterly (1911-12) на сайте Google Books  (англ.)
- Издание Theological Quarterly (1913-14) на сайте Google Books  (англ.)
- Издание Theological Quarterly (1915-16) на сайте Google Books  (англ.)
- Издание Theological Quarterly (1917-19) на сайте Google Books  (англ.)
- Издание Theological Monthly (1921) на сайте Google Books (alternate scan)  (англ.)
- Издание Theological Monthly (1922) на сайте Google Books  (англ.)

### Общая информация
- Cimino, Richard. Lutherans Today: American Lutheran Identity in the Twenty-First Century. Grand Rapids, MI: William B. Eerdmans, 2003. ISBN 0-8028-1365-8  (англ.)
- Nelson, E. Clifford et al. The Lutherans in North America. Philadelphia: Fortress Press, 1975. ISBN 0-8006-0409-1  (англ.)
- Strommen, Merton P., Milo L. Brekke, Ralph C. Underwager, and Arthur L. Johnson. A Study of Generations: Report of a Two-Year Study of 5,000   (англ.)Lutherans Between the Ages of 15-65: Their Beliefs, Values, Attitudes, Behavior. Minneapolis: Augsburg Publishing House, 1972. ISBN 0-8066-1207-X  (англ.)